# Dittoceras andersonii
Dittoceras andersonii är en oleanderväxtart som beskrevs av Joseph Dalton Hooker. Dittoceras andersonii ingår i släktet Dittoceras och familjen oleanderväxter. Inga underarter finns listade i Catalogue of Life.